# NK Bela Krajina
Maillots
Le NK Bela Krajina est un club de football slovène basé à Črnomelj.

## Historique
- 1926 : fondation du club
- 2016 : disparition du club

## Palmarès
- Championnat de Slovénie de D2
  - Vice-champion : 2004

- Championnat de Slovénie de D3
  - Champion : 2001
  - Vice-champion : 2000